# Salix atopantha
Salix atopantha är en videväxtart som beskrevs av Camillo Karl Schneider. Salix atopantha ingår i släktet viden, och familjen videväxter.

## Underarter
Arten delas in i följande underarter:
- S. a. glabra
- S. a. pedicellata